# Hylomyscus grandis
Hylomyscus grandis es una especie de roedor de la familia Muridae.

## Distribución geográfica
Se encuentra solo en Camerún. 

## Hábitat
Su hábitat natural es: clima tropical o subtropical, montañas húmedas.

## Estado de conservación
Se encuentra amenazada de extinción por la pérdida de su hábitat natural.